# Jermonklobba
Jermonklobba är en ö i Åland (Finland). Den ligger i Skärgårdshavet och i kommunen Sottunga i landskapet Åland, i den sydvästra delen av landet. Ön ligger omkring 41 kilometer öster om Mariehamn och omkring 240 kilometer väster om Helsingfors.
Öns area är 19,1 hektar och dess största längd är 0,7 kilometer i sydöst-nordvästlig riktning. Ön höjer sig omkring 20 meter över havsytan.